# Armando Bréa
Armando Bréa, född 31 december 1898, död 21 augusti 1986, var en friidrottare från Brasilien. Han deltog vid olympiska sommarspelen 1932.